# Valealunga
Valealunga románul: Valea Lungă, falu Romániában, Erdélyben, Hunyad megyében.

## Fekvése
Marosillyétől északkeletre fekvő település.

## Története
Valealunga, Vajlalonga nevét 1468-ban p. Waylalonga néven említette először oklevél, mint  Illye város birtokát.
Későbbi névváltozatai: 1539-ben Walalwngha, 1599-ben Valielung, 1733-ban Valya, 1750-ben Vale lunga, 1805-ben Vállyalunga, 1808-ban Vallyaszirb, Valjalunga ~ 
Valjaszirbului ~ Vallyalunga , 1861-ben Válye-Lunge, 1888-ban Valea-Lunga, 1913-ban Valealunga.
1539-ben Walalwngha néven az Illyei Dienesiek részbirtoka volt.
A trianoni békeszerződés előtt Hunyad vármegye Marosillyei járásához tartozott.
1910-ben 359 lakosából 325 román volt. Ebből 357 görögkeleti ortodox volt.

## Galéria

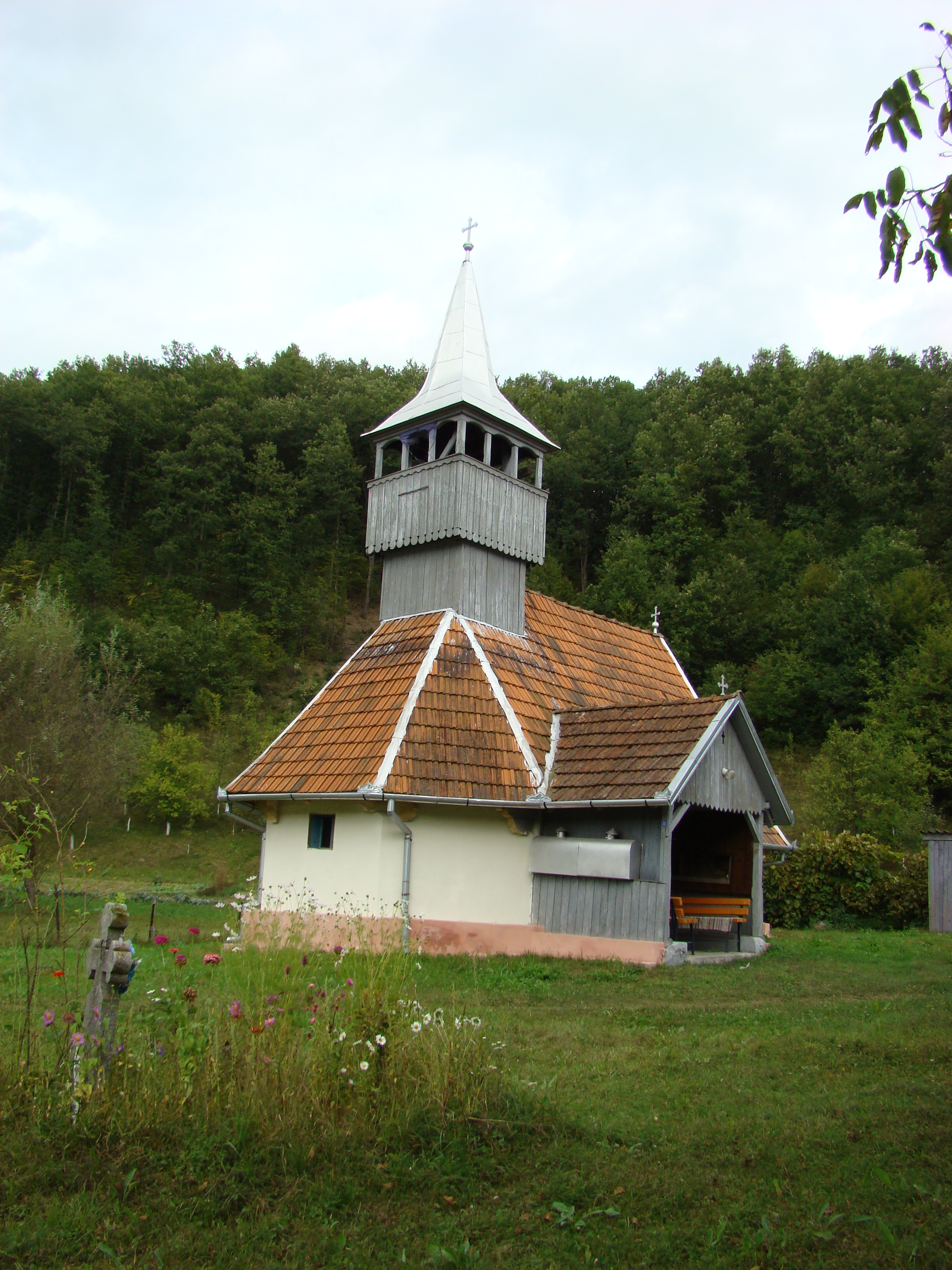
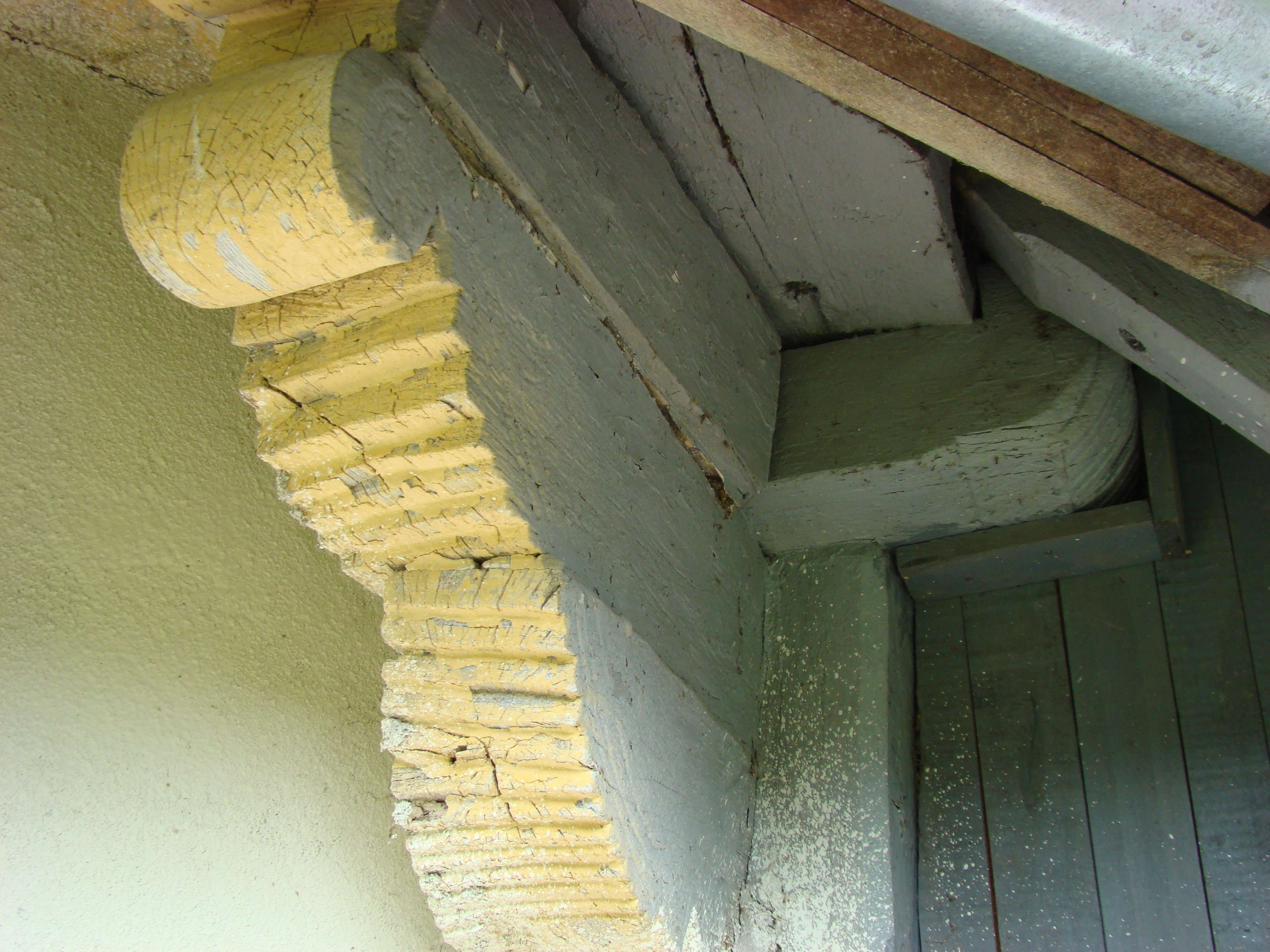
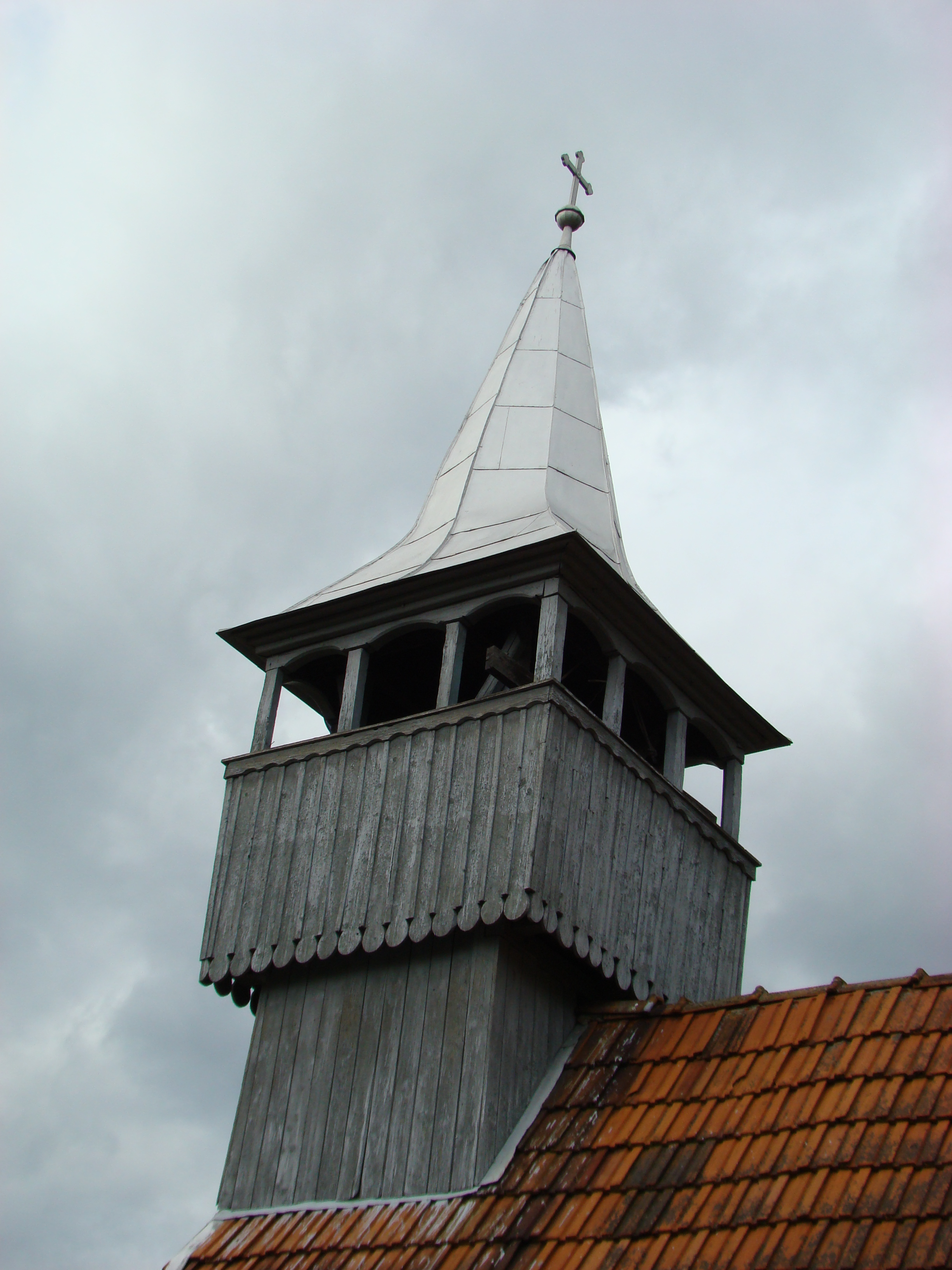